# نهارك سعيد (فلم)
نهارك سعيد هو فيلم كوميدي مصري أبيض وأسود، تصل مدة عرضه إلى 105 دقيقة، وهو بطولة منير مراد وسعاد ثروت ومن إخراج فطين عبد الوهاب ويدور حول شاب ابن عائلة أرستوقراطية يتجه للعمل في مجال التمثيل بالرغم من معارضة والده وطرده من منزل الأسرة فيعمل في تياتيرو مع صديقه فيسعى إلى صنع استعراض راقص وتحقيق النجاح الفني بالرغم من ضعف الإمكانيات المادية وقد عرض الفيلم أول مرة في 10/1/1955.
والفيلم يعد رقم 4 في ترتيب الأفلام التي قام بالعمل فيها «منير مراد» بعد (ليلى بنت الأغنياء) 1946 ثم (ابن عنتر) 1947 ثم بطولته المطلقة مع شادية في فيلم (أنا وحبيبي) 1953.

## فريق العمل
- إخراج: فطين عبد الوهاب
- قصة: إبراهيم مراد
- إنتاج: أفلام الكواكب، إبراهيم مراد
- سيناريو: فطين عبد الوهاب
- حوار: السيد بدير
- مونتاج: سعيد الشيخ)، حسين عفيفي
- مناظر: عبد الفتاح البيلي
- منفذ مناظر: عبد المنعم شكري
- موسيقى تصويرية: منير مراد، أندريا رايدر
- صوت: شارل فوسكلو، عزيز فاضل
- ماكياج: يوسف محمود
- ملابس: محمد مرعي
- تم التصوير والطبع والتحميض:استوديو الأهرام

## شخصيات الفيلم
- منير مراد
- سعاد ثروت
- مختار عثمان
- سراج منير
- عبد السلام النابلسي
- كوثر شفيق
- شفيق نور الدين
- ثريا حلمي
- زينات صدقي
- زينات علوي
- رياض القصبجي
- ماري عز الدين
- محمد الديب
- زكي كاريوكا
- مونا فؤاد
- عبد العزيز حمدي

## روابط خارجية
- مقالات تستعمل روابط فنية بلا صلة مع ويكي بيانات